# Benedetto Mazzacurati
Benedetto Mazzacurati (Napoli, 17 settembre 1898 – Sanremo, 29 marzo 1984) è stato un violoncellista e compositore italiano.

## Biografia
Violoncellista e compositore italiano, fu allievo di Francesco Serato a Bologna, e si diplomò nel 1915.
A Torino fu primo violoncello dell'Orchestra del Teatro Regio e di quella della Eiar-Rai (1932-1951) e contemporaneamente insegnò al Conservatorio torinese violoncello (1926-42) e musica d'insieme (1946-53).
In seguito tenne i medesimi corsi al Conservatorio di Bologna, città in cui svolse intensa attività di promozione della vita musicale divenendo, fra l'altro, Presidente dell'Accademia Filarmonica.
Fece parte dell'Orchestra d'archi “I Virtuosi di Roma” (dal 1947), del “Doppio Quintetto” di Torino, del “Quartetto dell'EIAR” di Torino  e, con Remy Prìncipe e Nino Rossi, del “Trio Italiano”.
Svolse inoltre un'intensa attività di concertista che si concluse nel 1982.
Fra le sue composizioni ricordiamo la Burlesca e Canto Nostalgico per violoncello e pianoforte e trascrizioni di studi di violino di Kreutzer e Fiorillo per violoncello.
Il concorso internazionale di violoncello che si tiene a Torino è dedicato a Mazzacurati, una figura cui il Conservatorio Giuseppe Verdi, che organizza e patrocina la manifestazione, non poteva non rendere omaggio.